# دانیل میکیچ
دانیل میکیچ (انگلیسی: Daniel Mikic؛ زادهٔ ۶ ژوئیهٔ ۱۹۹۲) بازیکن فوتبال اهل آلمان است.